# بنات آخر زمن (فلم)
بنات آخر زمن فيلم سينمائي سوري من إنتاج العام 1973. الفيلم من تمثيل عدد من الفنانين السوريين، شارك بالفيلم الفنان إيهاب نافع من مصر. وتم التصوير والمجموعات الفنية في سوريا وإنتاج شركة إنتاج سينمائي سورية هي شركة ايستمان كلور في دمشق العاصمة السورية.

## القصة
تدور قصة الفيلم حول رجل ثري يتنكر بأنه فقير ليعرف من عدوه، ومن صديقه.

## ممثلون
- إيهاب نافع
- محمود جبر
- زياد مولوي
- خالد تاجا
- موني عيد
- محمد العقاد
- ناهد حلبي
- نادية أرسلان

وعدد آخر من الممثلين السوريين .